# Aspitates glessaria
Aspitates glessaria är en fjärilsart som beskrevs av Hugo Theodor Christoph 1876/77. Aspitates glessaria ingår i släktet Aspitates och familjen mätare. Inga underarter finns listade i Catalogue of Life.